# Eduard Hauser
Eduard Hauser, detto Edi (26 novembre 1948) è un ex fondista svizzero.

## Palmarès

### Olimpiadi invernali
- Bronzo a Sapporo 1972 nella staffetta 4x10 km.